# Мобильный компьютер
Мобильный компьютер — переносное/носимое вычислительное устройство.
- Ноутбук (лэптоп) — переносной персональный компьютер, в корпусе которого объединены типичные компоненты ПК, включая дисплей, клавиатуру и устройство указания (обычно сенсорная панель, или тачпад), а также аккумуляторные батареи. Ноутбуки отличаются небольшими размерами и весом, время автономной работы ноутбуков изменяется в пределах от 2 до 15 часов.
  - Лэптоп — более широкий термин, он применяется как к ноутбукам, так и нетбукам, смартбукам.
- Субноутбук — уменьшенная версия ноутбука, в настоящий момент активно замещаются на рынке нетбуками и ультрабуками.
  - Нетбук — субноутбук с относительно невысокой производительностью, диагональю экрана 7—12 дюймов, низким энергопотреблением, относительно невысокой стоимостью и небольшим весом, предназначенный в основном для выхода в Интернет и работы с офисными приложениями. Термин предложен компанией Intel (и применяются в основном его процессоры и ОС Windows), однако впервые применён в 1999 году компанией Psion. Действовали с момента его появления и до конца 2012 года, когда ведущие производители (ASUS и Acer) заявили о завершении производства моделей категории нетбук[1]. В настоящий момент сняты с производства, но в продаже имеются. К нетбукам относится хромбук.
  - Смартбук — субноутбук с диагональю экрана 5—10 дюймов, построенный на аппаратной платформе того же класса, которая используется для смартфонов и интернет-планшетов. Аналог нетбука, однако используются, как правило, процессоры архитектуры ARM, MIPS или иные, не совместимые с Intel-архитектурой, и специализированная операционная система. В настоящий момент ушли с рынка.
  - Ультрабук — ультратонкий и лёгкий субноутбук, обладающий ещё меньшими габаритами и весом (с 2011 года).
- Handheld PC (H/PC) — клавиатурный карманный компьютер, выполненный в раскладном или раздвижном форм-факторе, выглядит как уменьшенный ноутбук, его можно положить на одну ладонь и печатать на клавиатуре другой рукой.
- Ультрамобильный ПК (UMPC) — спецификация на мобильные компьютеры небольшого размера (с 2006).

Планшетный компьютер (tablet computer или же электронный планшет) — собирательное понятие, включающее различные типы компьютеров (устройств) с сенсорным экраном.
- Планшетный компьютер (tablet PC) — полноразмерный ноутбук, относящийся к классу ПК, оборудованный сенсорным экраном.
  - Интернет-планшет (Internet tablet или Web tablet — Веб-планшет, или pad tablet — pad-планшет (Блокнотный планшет), или web-pad — Веб-блокнот, или surfpad — Веб-серфинг-блокнот) — мобильный компьютер с диагональю экрана от 5 до 11 дюймов, построенный на аппаратной платформе того же класса, которая используется для смартфонов. Также Microsoft Tablet PC.
  - Планшетный нетбук — портативный ПК, совмещающий в себе признаки нетбука и интернет-планшета.
  - Pocket PC (Р/РС или PPC) — общее название устройств с сенсорным экраном, работающих под управлением ОС Windows Mobile.
  - Slate PC («тонкий персональный компьютер») — компактный вариант планшетного ПК с диагональю экрана 7-11 дюймов, предназначенный для конкуренции с интернет-планшетами.
  - Мобильное интернет-устройство (Mobile Internet Device, MID) — компактные компьютеры с диагональю экрана 4-7 дюймов, предназначенные в первую очередь для просмотра веб-страниц и работы с веб-сервисами, выполненные в любом форм-факторе. МИУ как отдельный класс были выделены компанией Intel.

- КПК (Карманный персональный компьютер) — портативное вычислительное устройство, обладающее широкими функциональными возможностями. КПК часто называют наладонником (англ. palmtop) из-за небольших размеров.
  - термин «коммуникатор» используется для обозначения КПК с добавлением функциональности мобильного телефона.
- Смартфон — мобильный телефон, сравнимый по функциональности с КПК.
  - MultiPhone — разновидность названия устройства, выполняющие функции смартфона на устройстве с диагональю порядка 4 (3,5; 4; 4,3; 4,5 и 5) дюйма, предложенного фирмой Prestigio[2].
- Фаблет (phablet), также планфон (большой размер, как считается, придает им некое сходство с планшетами[источник не указан 4394 дня]) — класс устройств (смартфон или коммуникатор) с сенсорным экраном диагональю от 5 до 10 дюймов и более, сочетающих в себе качества смартфона и мини-планшета.

- Портативная игровая система — лёгкое, компактное, портативное электронное устройство, предназначенное для того, чтобы играть в видеоигры. От игровых приставок (игровых консолей) такие устройства отличаются компактностью и мобильностью; игровой контроллер, экран и звуковоспроизводящие элементы, как правило, являются здесь частью самого устройства.
- Специализированная вычислительная машина — вычислительная машина, предназначенная для решения одной задачи или узкого круга задач.
- Электронная книга — общее название группы узкоспециализированных компактных планшетных компьютерных устройств, предназначенных для отображения текстовой информации, представленной в электронном виде, например, электронных книг.
- Носимый компьютер — компьютер, который можно носить с собой на теле (что-то среднее между наручными часами и ноутбуком); на данный момент нет чёткой спецификации и стандартов для данного устройства.